# Ahmed Zouiten
 (février 2024).
Si vous disposez d'ouvrages ou d'articles de référence ou si vous connaissez des sites web de qualité traitant du thème abordé ici, merci de compléter l'article en donnant les références utiles à sa vérifiabilité et en les liant à la section « Notes et références ».
Ahmed Zouiten, né le 23 novembre 1915 à Tunis et mort le 23 janvier 2008 à La Marsa, est un dirigeant du football tunisien et pharmacien de formation.

## Biographie
Après des études primaires et secondaires au lycée Carnot de Tunis entre 1922 et 1936, où il a comme camardes de classe Hassen Belkhodja et Edgard Pisani, il quitte Tunis pour passer sa terminale à Aix-en-Provence et poursuivre des études de pharmacie à Marseille. Avec d'autres étudiants tunisiens, il rend régulièrement visite à son cousin, le leader nationaliste Habib Bourguiba emprisonné au Fort Saint-Nicolas de Marseille.
De retour au pays avant la fin de la Seconde Guerre mondiale, il s'installe à Tunis puis au Bardo de 1946 à sa retraite en 1989. À l'indépendance, après le départ massif des pharmaciens étrangers, il devient président de leur syndicat et plus tard du conseil de l'Ordre des pharmaciens et restructure la profession. Pendant toute sa période d'activité, de nombreux pharmaciens effectuent leur stage dans son officine dans une période où les jeunes étudiants tunisiens en France éprouvent des difficultés pour trouver un maître de stage en Tunisie.
Passionné de football, comme son frère Chedly, et après avoir joué dans l'équipe des juniors de l'Espérance sportive de Tunis, il se distingue dans l'arbitrage entre 1943 et 1956 et assume la présidence de la commission d'arbitrage entre 1960 et 1970 en formant et en prodiguant de nombreux conseils aux jeunes arbitres. Membre de la Fédération tunisienne de football, il en devient président de 1969 à 1970.
Premier membre Africain et Arabe à siéger à la commission d'arbitrage de la FIFA de 1966 à 1980, il voyage à travers le monde pour les diverses réunions de la FIFA et l'organisation des Jeux olympiques d'été et des coupes du monde de football de 1968 à 1980. Membre de la Confédération africaine de football, il y participe à la formation de nombreux arbitres africains.

## Vie privée
Il est le fils de Youssef Zouiten, juriste du début du XXe siècle, et d'Aïcha Bourguiba mais aussi le frère de Habib (artiste peintre et parmi les premiers Tunisiens à devenir médecin), Chedly (premier chirurgien-dentiste tunisien) et Ismaël (caïd de Tunis et premier directeur de la sûreté nationale à l'indépendance).